# Morfolin
Morfolin je organsko hemijsko jedinjenje sa hemijskom formulom . Ovo heterociklično jedinjenje, sadrži aminsku i etarsku funkcionalnu grupu. Aminska grupa daje morfolinu bazni karakter. Njegova konjugovana kiselina se naziva morfolinijum. Neutralizacijin morfolina sa hlorovodoničnom kiselinom nastaje so morfolinijum hlorid.

## Proizvodnja
Morfolin se može proizvoditi dehidratacijom dietanolamina sumpornom kiselinom:

## Upotreba

### Industrijske primene
Morfolin se često koristi kao aditiv, u malim (delovi na milion) koncentracijama, za pH podešavanje u parnim sistemima fosilnih i nuklearnih elektrana. Morfolin se koristi zato što je njegova isparljivost približno ista sa vodom, tako da kad je dodat u vodu njegova koncentracija je ravnomerno raspoređena između tečne i gasovite faze. Usled toga on ravnomerno podešava pH vrednosti u celoj parnoj instalaciji, čime se sprečava korozija. Morfolin se često koristi zajedno sa niskim koncentracijama hidrazina ili amonijaka kao sredstvo za sveobuhvatani hemijski treatman protiv korozije za parne sisteme takvih postrojenja. Morfolin se sporo razlaže u odsustvu kiseonika na visokim temperaturama i pritisku tih sistema.

### Organska sinteza
Morfolin podleže većini hemijskih reakcija tipičnih za druge sekundarne amine, mada usled prisustva etarskog kiseonika dolazi do smanjenja elektronske gustine na atomu azota, zbog čega je on manje nukleofilan (i manje bazan) nego strukturno slični sekundarni amini, kao što je piperidin. Iz tog razloga, on formira stabilni hloramin.
On se često koristi za generisanje enamina.
Morfolin je u širokoj upotrebi u organskoj sintezi. Na primer, on je gradivni blok u pripremi antibiotika linezolida i antitumorskog leka gefitiniba (Iressa).
U naučnim istraživanjima i industriji, morfolin je zbog svoje niske cene i polarnost uobičajeni rastvarač za hemijske reakcije.

## Literatura
- Klaus Weissermel; Hans-Jürgen Arpe; Charlet R. Lindley; Stephen Hawkins (2003). „Chap. 7. Oxidation Products of Ethylene”. Industrial Organic Chemistry. Wiley-VCH. стр. 159—161. ISBN 978-3-527-30578-0.